# Richard Wingfield (6e vicomte Powerscourt)
Richard Wingfield, 6e vicomte Powerscourt (18 janvier 1815 - 11 août 1844), est un pair britannique et un homme politique du Parti conservateur.

## Biographie
Il est le fils de Richard Wingfield (5e vicomte Powerscourt), et de Frances Theodosia, fille de Robert Jocelyn (2e comte de Roden). Grâce à la lignée Wingfield, il est un descendant de la Noble House de Stratford. Après la mort de sa mère en 1820, son père se remarie avec Theodosia Howard, qui l'élève jusqu'à ce qu'il succède à son père en 1823. Comme il s'agit d'une pairie irlandaise, cela ne lui donne pas droit à un siège à la Chambre des lords. Il est élu à la Chambre des communes pour Bath en 1837, un siège qu'il occupe jusqu'en 1841.
Lord Powerscourt épouse sa cousine germaine Elizabeth Frances Charlotte, fille de Robert Jocelyn (3e comte de Roden), en 1836. Ils ont trois fils. Il meurt en août 1844, âgé de 29 ans et est remplacé dans la vicomté par son fils Mervyn, un arrière-arrière-grand-père de Sarah, duchesse d'York. Lady Powerscourt se remarie à Frederick Stewart (4e marquis de Londonderry), en 1846 .